# Breznița-Ocol (gmina)
Breznița-Ocol – gmina w Rumunii, w okręgu Mehedinți. Obejmuje miejscowości Breznița-Ocol, Jidoștița, Magheru i Șușița. W 2011 roku liczyła 3859 mieszkańców.